# SS Bauzug
SS Bauzug (od połowy października 1944 roku 2 SS Bauzug), również 7-SS Eisenbahnbaubrigade – podobóz niemieckiego nazistowskiego obozu koncentracyjnego Auschwitz-Birkenau.

## Historia
Komando złożone z 505 więźniów, głównie Polaków i Rosjan powstało na początku września 1944 roku w Auschwitz-Birkenau. Podobóz miał służyć wtedy do usuwania zniszczeń oraz odgruzowywania niemieckich miast. Więźniowie zostali zakwaterowani w specjalnym pociągu. W składzie znalazło się 25 towarowych wagonów mieszkalnych z trzypiętrowymi pryczami, do których doczepiono wagony: kuchni, ambulatorium, magazynu narzędzi oraz żywności, wagony mieszkalne dla wartowników SS i wagon osobowy przebudowany na biuro i mieszkanie komendanta.
Pociąg początkowo został skierowany do Karlsruhe (które było wtedy celem ataków alianckich). Więźniowie gasili pożary w rejonie dworca i centrum miasta, ratowali zasypanych oraz usuwali z ulic gruz za pomocą kilofów, łopat i prostych narzędzi. Wielu więźniów ginęło lub zostawało rannych podczas nalotów alianckich, inni odnosili obrażenia w wyniku zawalenia się uszkodzonych ścian budynków. Więźniowie podczas pracy znajdowali w ruinach budynków zapasy jedzenia, dzięki czemu mogli uzupełnić wydawane im głodowe racje. Dodatkowo praca w terenie zurbanizowanym, z dużą liczbą potencjalnych miejsc ukrycia, umożliwiała liczne ucieczki z podobozu.
Około 10 października 1944 roku podobóz przeszedł pod kontrolę administracji obozu koncentracyjnego Buchenwald, a kilka dni później został przemianowany na 7-SS Eisenbahnbaubrigade i przeniesiony do Stuttgartu. W listopadzie 1944 roku podobóz przeszedł pod kontrolę administracji obozu koncentracyjnego Mittelbau-Dora i od tego momentu przemieszczał się pomiędzy bombardowanymi miastami zachodnich Niemiec.
1 kwietnia 1945 podobóz został podzielony na dwie części. Komendantem pierwszej części był SS-Obersturmführer Kurt Schäfer, a drugiej – SS-Scharführer (?) Luger. W dniu 2 kwietnia 1945 roku Bauzug, kierowany przez Lugera, wyruszył ze Stuttgartu na południe i dotarł do Aulendorfu, gdzie zmuszono grupę więźniów do marszu, podczas którego niektórych z nich zabito. Druga część transportu z około 200 więźniami dowodzona przez Schäfera, opuściła Stuttgart 3 kwietnia 1945 roku i trzy dni później dotarła do Biberach an der Riß. Z powodu zbliżania się wojsk francuskich zapanował chaos, a esesmani obawiali się, że wkrótce zostaną pojmani. W tej sytuacji, więźniowie zaproponowali Kurtowi Schäferowi, że w przypadku wkroczenia Francuzów do miasta, powinien przebrać się za oficera Wehrmachtu, a oni wystawią mu jak najlepszą opinię. W zamian Schäfer miał przekazać brygadę budowlaną wojskom francuskim. Z wyjątkiem dwóch esesmanów, Schäfer zwolnił wówczas wszystkich strażników i utrzymywał pozory funkcjonującego podobozu, a więźniowie pracowali w Biberach an der Riß do 23 kwietnia. Po wydaniu rozkazu opuszczenia podobozu, pociąg ruszył 23 kwietnia 1945 roku z nową lokomotywą. W pobliżu Bad Schussenried więźniowie, teraz w niezamkniętych wagonach, obezwładnili maszynistę lokomotywy i zostali uwolnieni. Wojska niemieckie opuściły już Bad Schussenried, a francuscy żołnierze, po wręczeniu więźniom broni, kontynuowali marsz. W pozbawionym władz mieście więźniowie działali jako administracja okupacyjna, dopóki nie zainstalowano właściwej administracji wojskowej.